# 누원고등학교
누원고등학교(樓院高等學校)는 대한민국 서울특별시 도봉구 도봉동에 위치한 공립 고등학교이다.

## 학교 연혁
- 2003년 1월 6일 : 누원고등학교 설립 인가
- 2003년 3월 1일 : 초대 김윤우 교장 취임
- 2003년 3월 3일 : 제1회 입학식
- 2003년 5월 6일 : 개교식
- 2006년 2월 8일 : 제1회 졸업식
- 2016년 3월 1일 : 서울특별시교육청 지정 협력 교육과정 연구·시범학교
- 2022년 1월 27일 : 제17회 졸업식 7학급 147명 (졸업생 누계 총 5,060명)
- 2022년 3월 1일 : 제7대 한경문 교장 취임
- 2022년 3월 2일 : 제20회 입학식 7학급 129명

## 참고 자료
- 누원고등학교 - 한국교육학술정보원 학교알리미